# Roger de Piles

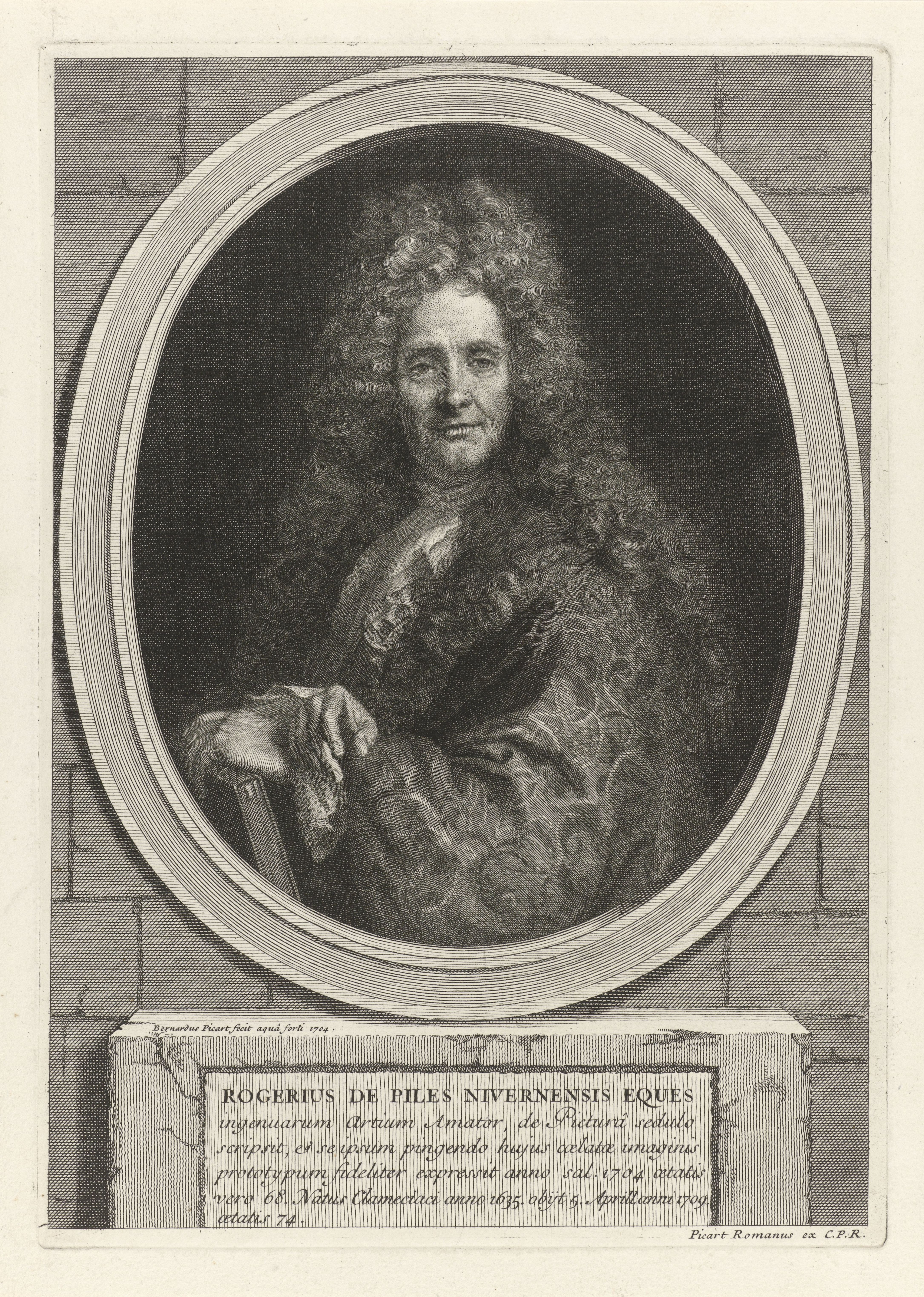
Kupferstich von Bernard Picart, 1709

Roger de Piles (* 7. Oktober 1635 in Clamecy; † 5. April 1709 in Paris) war ein französischer Maler, Graveur, Kunstkritiker und Diplomat.

## Biografie
Die Familie des Roger de Piles entstammt dem Kleinadel aus dem Nivernais. Er studierte in Nevers, Auxerre und schließlich in Paris Philosophie und Theologie. Dort besuchte er zudem die Malkurse von Claude François (genannt: frère Luc). Auf Vermittlung von Gilles Ménage wird er 1662 Hauslehrer von Michel Amelot, dem Sohn des Präsidenten des Großen Rats (Grand Conseil), der ihm Zugang zu Hofkreisen verschafft. Gegen Ende der 1660er Jahre erlangte er mit seinen Schriften über die Kunst ein gewisses Ansehen.
Als Michel Amelot 1682 Botschafter in Venedig wurde, machte er de Piles zu seinem Sekretär. Nach seiner Rückkehr nach Frankreich 1685 schickte ihn Louvois auf Reisen nach Deutschland und Österreich. Danach begleitete er Michel Amelot nach Portugal, der zum Generalbevollmächtigten ernannt worden war.
Als Amelot 1688 die Neutralität der Schweizer Kantone bekommen konnte, unterzeichnet de Piles den 1689 geschlossenen Vertrag und bringt ihn zu Ludwig XIV. 1692 wird er in diplomatischer Mission nach Holland geschickt, wird aber in Den Haag verhaftet und 5 Jahre in der Festung Lovenstein eingesperrt. Nach seiner Freilassung 1697 nimmt er wieder sein Leben in Paris auf.
Als Sammler von Gemälden und Zeichnungen wird er Teil der Pariser Experten, die die Qualität und Echtheit eines Werks beurteilen. 1699 wird er Ehrenmitglied der Königlichen Akademie der Malerei. Seine letzten Jahre widmet er der Schriftstellerei und der Malerei; er stirbt am 5. April 1709 in Paris. Seine Grabstätte befindet sich in der Kirche Saint-Sulpice.
Man kennt von ihm nur das auf Leder gemalte und nicht signierte oder datierte „Portrait de M. de Chénerilles“ sowie eine nicht signierte und datierte Radierung, die eine Reproduktion eines Porträts von Du Fresnoy nach Le Brun ist. Das Porträt ist im Musée d’Art et d’Histoire Romain Rolland in Clamecy ausgestellt. Seine Porträts sind ansonsten nur durch Stiche berühmter Graveure bekannt, angefertigt nach Vorlagen von Boileau, Ménage, François Tortebat und einem Selbstporträt.

## Kunstkritik
Sein wichtigster Beitrag zur Theorie der Ästhetik beruht auf seinem Dialogue sur le coloris, in welchem er seine berühmte Verteidigung von Rubens zum Ausdruck bringt. Darin stellt de Piles auch die Vorzüge des Zeichnens und des Kolorits in dem Werk Tizians heraus.
Roger de Piles galt als Wortführer für das Laienpublikum und unterstützte diejenigen Künstler, die sich gegen die dogmatische Akademie stellten.
Diese Auseinandersetzung ist vor allem deshalb bedeutsam, weil sie eine frühe Debatte zwischen der Klassik und der Moderne in der Malerei darstellt. Im Wesentlichen geht es um die Mathematik von Proportion und Perspektive in Zeichnungen – den klassischen Ansatz – im Gegensatz zum farbigen Pinselstrich – dem Ansatz der Moderne. In seiner detaillierten Studie der Auseinandersetzung, Roger de Piles et les débats sur le coloris au siècle de Louis XIV (1965), gibt Bernard Teyssèdre eine eindringliche Darstellung der Bohème, der modernen réfusés, die im Paris des 17. Jahrhunderts abgelehnt wurden; eine Geschichte, die sich bei den Impressionisten wiederholen sollte.
Im Verlauf der Auseinandersetzung führt Roger de Piles den Begriff „clair-obscur“ (Chiaroscuro) ein, um die Besonderheit des Effektes von Farbe, die Betonung der Spannung zwischen Licht und Schatten in einem Bild hervorzuheben.
Die Art, wie Roger de Piles seine Argumente mit Beispielen venezianischer und nordeuropäischer Maler dokumentierte, beeinflusste Antoine Coypel, Hyacinthe Rigaud, Nicolas de Largillière und François de Troy.

## Balance der Künstler
In Roger de Piles letztem veröffentlichten Werk Cours de peinture par principes avec un balance de peintres (1708) geht es um die gerechte Wertung jeder künstlerischen Leistung, die unabhängig von der herrschenden Kunstmeinung sein solle. Als Anhang hat er eine Tabelle Balance des peintres mit 56 bekanntesten Malern seiner Zeit angehängt. Darunter sind 41 Italiener, 7 Flamen, 4 Franzosen, 2 Deutsche und 2 Holländer, deren Werke er während seiner Reisen kennengelernt hatte. Laut seiner Auflistung beginnt die Kunst erst mit Giovanni Bellini, Perugino und Leonardo da Vinci. Lebende Maler seiner Zeit kommen darin gar nicht vor.
Jeder Maler in seiner Tabelle wird nach Qualität in vier Kategorien bewertet, nämlich in Komposition, Zeichnung (disegno), Kolorit und Ausdruck. De Piles erläutert im Folgenden diese einzelnen Kategorien. Die Komposition besteht aus Erfindung und Anordnung. Zur Zeichnung gehört Geschmack und Richtigkeit. Das Kolorit ist mit dem Farbausdruck gleichzusetzen. Der Ausdruck meint, laut de Piles, weniger den Charakter als vielmehr die Gedanken des menschlichen Herzens.
Der Maßstab ist in 20 Grade geteilt. Der Höchstwert ist nicht zu erreichen, da es die allergrößte, nicht vorstellbare Vollkommenheit meint. 19 Punkte ist zwar vorstellbar, aber es ist die noch nicht erreichte Vollkommenheit. 18 Punkte steht für eine Leistung nahe an der Vollkommenheit. Die tatsächlich vergebenen Punkte reichen also nur von 0 bis 18 Punkte. Ein Mangel in einer der vier Kategorien kann durch ein Plus in einer anderen ausgeglichen werden. Dies gibt ein Überblick über die ästhetische Würdigung, die von dem Gleichgewicht zwischen Kolorit und Zeichnung abhängig ist.
Die höchste Wertung ging an Raffael und Rubens, mit einem leichten Vorsprung im Kolorit für Rubens und im Zeichnen für Raffael. So erreicht Raffael die Höchstwertung (18) in Zeichnung und Ausdruck und Rubens und Guercino in der Komposition. 18 Punkte im Kolorit erreichen Giorgione und Tizian. Maler mit einer niedrigen Wertung, mit Ausnahme des Kolorits, waren Bellini, Palma il Vecchio und Michelangelo Caravaggio, welch letzterem er 16 Punkte im Kolorit und 0 Punkte im Ausdruck zuteilt. Künstler, die hinter Rubens und Raffael zurückfielen, aber deren Ausgewogenheit zwischen Kolorit und Zeichnung perfekt war, waren nach Meinung von de Piles Lucas van Leyden, Guercino, Sébastien Bourdon und Albrecht Dürer. Die höchsten Wertungen im Kolorit erreichen die Venezianer und die barocken Flamen, von Giorgione und Tizian (18) über Veronese und Tintoretto (16) bis zu Rubens, Van Dyck und Rembrandt (17).
Roger de Piles listet die Maler in alphabetischer Reihenfolge auf. Es gibt am Ende der Tabelle keine Summe der Gesamtqualität der einzelnen Künstler. Er wollte keine Rangfolge der Künstler kreieren. Die Addition überlässt er dem Leser.

## Wertungstabelle
Die komplette Tabelle wird aufgeführt in Manlio Brusatin: Histoire des couleurs (Paris: Flammarion, 1986, S. 103–104)[2]; reproduziert von Elisabeth G. Holt: Literary Sources of Art History (Princeton: Princeton University Press, 1947, S. 415–416)
| Pittore                 | Composizione | Disegno | Colore | Espressione |
| ----------------------- | ------------ | ------- | ------ | ----------- |
| Andrea del Sarto        | 12           | 16      | 9      | 8           |
| Federico Barocci        | 14           | 15      | 6      | 10          |
| Jacopo Bassano          | 6            | 8       | 17     | 0           |
| Giovanni Bellini        | 4            | 6       | 14     | 0           |
| Sébastien Bourdon       | 10           | 8       | 8      | 4           |
| Charles Le Brun         | 16           | 16      | 8      | 16          |
| I Carracci              | 15           | 17      | 13     | 13          |
| Cavalier d’Arpino       | 10           | 10      | 6      | 2           |
| Correggio               | 13           | 13      | 15     | 12          |
| Daniele da Volterra     | 12           | 15      | 5      | 8           |
| Abraham van Diepenbeeck | 11           | 10      | 14     | 6           |
| Il Domenichino          | 15           | 17      | 9      | 17          |
| Albrecht Dürer          | 8            | 10      | 10     | 8           |
| Giorgione               | 8            | 9       | 18     | 4           |
| Giovanni da Udine       | 10           | 8       | 16     | 3           |
| Giulio Romano           | 15           | 16      | 4      | 14          |
| Guercino                | 18           | 10      | 10     | 4           |
| Guido Reni              | x            | 13      | 9      | 12          |
| Holbein                 | 9            | 10      | 16     | 3           |
| Jacob Jordaens          | 10           | 8       | 16     | 6           |
| Lucas Jordaens          | 13           | 12      | 9      | 6           |
| Giovanni Lanfranco      | 14           | 13      | 10     | 5           |
| Leonardo da Vinci       | 15           | 16      | 4      | 14          |
| Lucas van Leyden        | 8            | 6       | 6      | 4           |
| Michelangelo            | 8            | 17      | 4      | 8           |
| Caravaggio              | 6            | 6       | 16     | 0           |
| Murillo                 | 6            | 8       | 15     | 4           |
| Otho Venius             | 13           | 14      | 10     | 10          |
| Palma il Vecchio        | 5            | 6       | 16     | 0           |
| Palma il Giovane        | 12           | 9       | 14     | 6           |
| Il Parmigianino         | 10           | 15      | 6      | 6           |
| Gianfrancesco Penni     | 0            | 15      | 8      | 0           |
| Perin del Vaga          | 15           | 16      | 7      | 6           |
| Sebastiano del Piombo   | 8            | 13      | 16     | 7           |
| Primaticcio             | 15           | 14      | 7      | 10          |
| Raffaello               | 17           | 18      | 12     | 18          |
| Rembrandt               | 15           | 6       | 17     | 12          |
| Rubens                  | 18           | 13      | 17     | 17          |
| Francesco Salviati      | 13           | 15      | 8      | 8           |
| Eustache Le Sueur       | 15           | 15      | 4      | 15          |
| Teniers                 | 15           | 12      | 13     | 6           |
| Pietro Testa            | 11           | 15      | 0      | 6           |
| Tintoretto              | 15           | 14      | 16     | 4           |
| Tiziano                 | 12           | 15      | 18     | 6           |
| Van Dyck                | 15           | 10      | 17     | 13          |
| Vanius                  | 15           | 15      | 12     | 13          |
| Veronese                | 15           | 10      | 16     | 3           |
| Taddeo Zuccari          | 13           | 14      | 10     | 9           |
| Federico Zuccari        | 10           | 10      | 8      | 8           |

## Werke
- De Arte Graphica (1668) (Übersetzt vom Lateinischen ins Französische von Charles Alphonse Du Fresnoy – mit ergänzenden Kommentaren von Roger de Piles).
  - Cours de Peinture par Principes composé par M. de Piles, Paris: chez Jacques Estienne, 1708, A Amsterdam et à Leipzig, chez Arkstée & Merkus, 1766.
  - Éléments de peinture pratique, Amsterdam Leipzig, Arkstee & Merkus, 1776. Célèbre traité de peinture, édition entièrement refondue, & augmentée considérablement par Charles-Antoine Jombert.
- Dialogue sur le coloris (1673)
- Le Cabinet de Monseigneur le Duc de Richelieu (1676)
- Lettre d'un français à un gentilhomme flamand (1676)
- La Vie de Rubens (1681)
- L'Abrégé de la vie des peintres (1699) (ein Werk in sieben Bänden mit Biografien von Malern) (Digitalisat)
  - Abregé de la vie des peintres, avec des reflexions sur leurs ouvrages. Seconde édition, revue & corrigée par l’auteur ; avec un abregé de sa vie, & plusieurs autres additions, 1699, Paris, Jacques Estienne 1715.
  - (Digitalisat der dt. Ausgabe 1714)

## Hinweis
- Der Streit um die Farbe